# Oberes Aulaqi-Sultanat

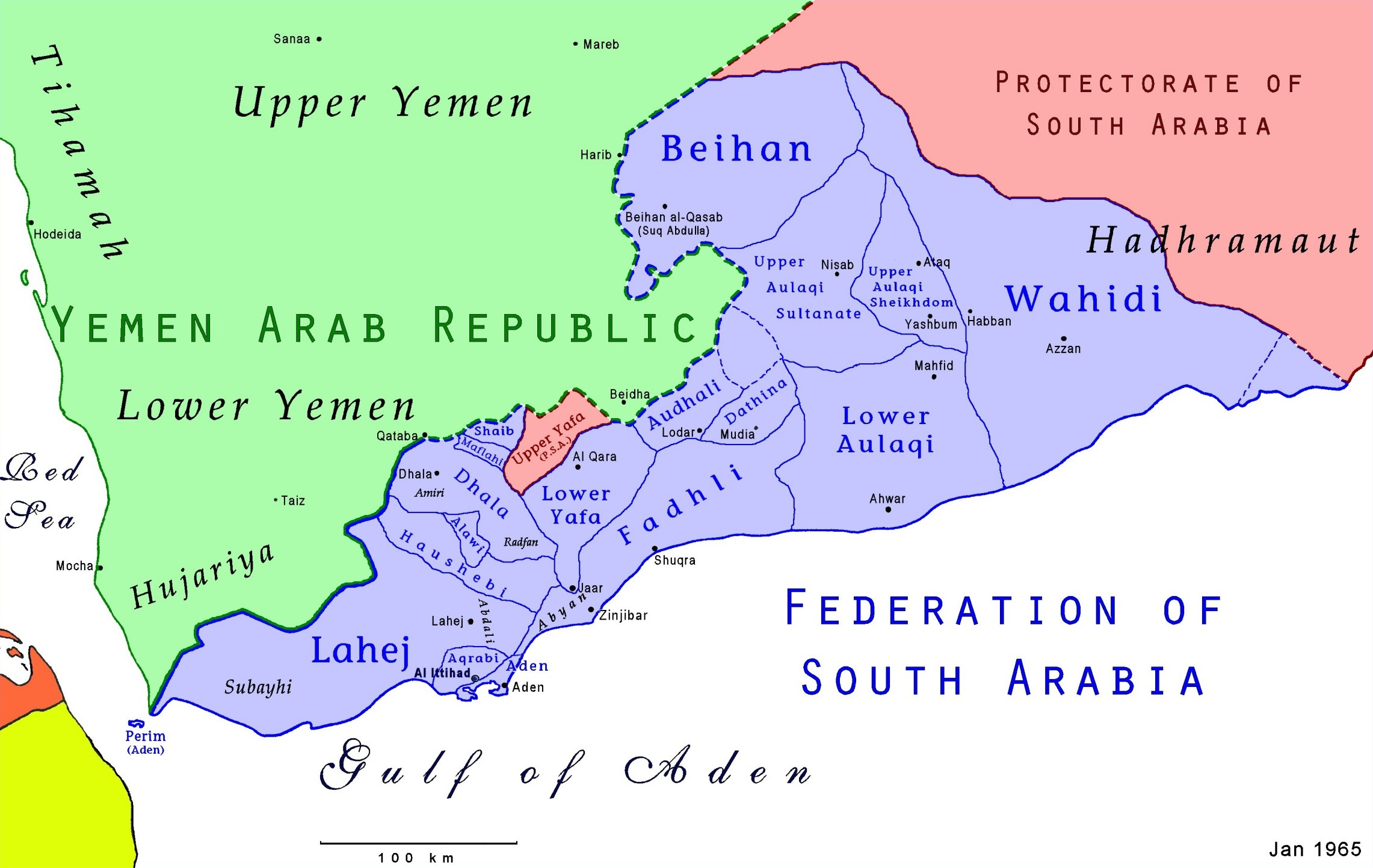
Karte der Südarabischen Föderation

Das Obere Aulaqi-Sultanat (arabisch سلطنة العوالق العليا, DMG Salṭanat al-ʿAwāliq al-ʿUlyā) war ab 1963 ein Staat innerhalb der Südarabischen Föderation, nachdem es kurzzeitig, von 1959 an, zur Föderation der Arabischen Emirate des Südens gehört hatte. Seine Hauptstadt war Nisab (Niṣāb, auch Anṣāb).
Das obere Sultanat war der wohlhabendste und mächtigste Aulaqi-Staat; sein Herrscher gehörte wie der weiter südöstlich, in Yeschbum residierende Scheich (siehe Oberes Aulaqi-Scheichtum) stets dem Maʿn-Stamm an. 1904 schloss Sultan Awad ibn Salih (ʿAwaḍ b. Ṣāliḥ) einen Vertrag mit den Briten ab; 1967 ging das Sultanat in der Volksdemokratischen Republik Jemen auf. Sein Gebiet ist heute Teil der Republik Jemen.